# Comuna Ceapaievka, Pohrebîșce
Ceapaievka (în ucraineană Чапаєвка) este o comună în raionul Pohrebîșce, regiunea Vinnița, Ucraina, formată din satele Bulaii și Ceapaievka (reședința).

## Demografie
Componența lingvistică a satului Ceapaievka
     Ucraineană (99,86%)
     Alte limbi (0,14%)
Conform recensământului din 2001, majoritatea populației satului Ceapaievka era vorbitoare de ucraineană (99,86%), existând în minoritate și vorbitori de alte limbi.